# Sokol (rod)
Sokol (znanstveno ime Falco) je rod plenilskih ptic iz družine sokolov, v katerega uvrščamo 38 živečih vrst, razširjenih po vsem svetu. S tem so najštevilčnejši rod sokolov. Natančneje jih uvrščamo v poddružino Falconinae in pleme Falconini, skupaj z najbližje sorodnima rodovoma Microhierax in Polihierax. Različni predstavniki imajo v slovenščini ljudsko poimenovanje »sokol« (sokol selec, mali sokol idr.) ali »postovka« (postovka, rdečenoga postovka idr.), posebno poimenovanje pa ima še škrjančar.
Podobno kot ostali sokoli so to dnevno aktivni lovci, ki se prehranjujejo z raznolikim plenom, od žuželk do ptic in malih sesalcev. Prepoznavni so po vitkem telesu, ostrih perutih in navzdol zakrivljenem kljunu z ostro konico ter zobcem na robu zgornje čeljustnice, ki ga uporabljajo za usmrtitev plena.

## Seznam vrst[1]
| Ime                                    | Razširjenost                                                       | Slika |
| -------------------------------------- | ------------------------------------------------------------------ | ----- |
| južna postovka (Falco naumanni)        | Južna Evropa, severozahodna Afrika, vzhodno do Kitajske            |       |
| postovka (Falco tinnunculus)           | Afrika, Evrazija                                                   |       |
| Falco rupicolus                        | Južna Afrika (regija)                                              |       |
| Falco newtoni                          | Madagaskar                                                         |       |
| Falco punctatus                        | Mavricij                                                           |       |
| Falco araeus                           | Sejšeli                                                            |       |
| Falco moluccensis                      | južni Filipini, Java, Bali, Sulavezi, Moluki in Mali Sundski otoki |       |
| Falco cenchroides                      | Nova Gvineja, Avstralija                                           |       |
| ameriška postovka (Falco sparverius)   | Ameriki                                                            |       |
| Falco rupicoloides                     | Vzhodna in Južna Afrika                                            |       |
| Falco alopex                           | južni obronki Sahare od Mavretanije do Etiopije in Kenije          |       |
| Falco ardosiaceus                      | podsaharska Afrika (razen Južne Afrike)                            |       |
| Falco dickinsoni                       | južni del Afrike od Angole in Namibije do Kenije in Mozambika      |       |
| Falco zoniventris                      | Madagaskar                                                         |       |
| Falco chicquera                        | podsaharska Afrika in Južna Azija vzhodno do Bangladeša            |       |
| rdečenoga postovka (Falco vespertinus) | od Srednje Evrope do Srednje Azije                                 |       |
| Falco amurensis                        | vzhodna Sibirija, Korejski polotok in severovzhod Kitajske         |       |
| sredozemski sokol (Falco eleonorae)    | Sredozemlje                                                        |       |
| sajasti sokol (Falco concolor)         | severovzhodna Afrika vzhodno do Pakistana                          |       |
| Falco femoralis                        | Srednja in Južna Amerika                                           |       |
| mali sokol (Falco columbarius)         | Severna Amerika, Palearktika                                       |       |
| Falco rufigularis                      | Srednja in Južna Amerika                                           |       |
| Falco deiroleucus                      | Srednja in Južna Amerika                                           |       |
| škrjančar (Falco subbuteo)             | Palearktika                                                        |       |
| Falco cuvierii                         | podsaharska Afrika                                                 |       |
| Falco severus                          | Jugovzhodna Azija, Nova Gvineja, Salomonovi otoki                  |       |
| Falco longipennis                      | Mali Sundski otoki, Avstralija                                     |       |
| Falco novaeseelandiae                  | Nova Zelandija in nekateri okoliški otoki                          |       |
| Falco berigora                         | Avstralija, Nova Gvineja                                           |       |
| Falco hypoleucos                       | Avstralija                                                         |       |
| Falco subniger                         | Avstralija                                                         |       |
| Falco jugger                           | Južna Azija od Pakistana do Mjanmarja                              |       |
| sokol plenilec (Falco cherrug)         | Srednja Evropa do Srednje Azije                                    |       |
| arktični sokol (Falco rusticolus)      | Arktika                                                            |       |
| Falco mexicanus                        | osrednji del Severne Amerike                                       |       |
| sokol selec (Falco peregrinus)         | svet                                                               |       |
| Falco fasciinucha                      | Vzhodna Afrika                                                     |       |